# Кхаграчхарі (зіла)
Кхаграчха́рі (бенг. খাগড়াছড়ি, англ. Khagrachari) — одна з 11 зіл регіону Читтагонг Бангладеш, розташована на сході регіону.
Населення — 613917 осіб (2011; 342488 в 1991).

## Адміністративний поділ
До складу регіону входять 8 упазіл:
| Зіла              | Площа, км² | Населення, осіб (1991) | Населення, осіб (2008) |
| ----------------- | ---------- | ---------------------- | ---------------------- |
| Дігхінала         | 694,12     | 50933                  | -                      |
| Кхаграчхарі-Садар | 297,92     | 61306                  | -                      |
| Лакшмічхарі       | 220,15     | 16767                  | -                      |
| Манікчхарі        | 168,35     | 38749                  | -                      |
| Матіранга         | 495,39     | 71949                  | -                      |
| Махалчхарі        | 248,64     | 32609                  | -                      |
| Панчхарі          | 334,11     | 26319                  | -                      |
| Рамгарх           | 240,87     | 44217                  | -                      |